# Trần Văn Đại
Trần Văn Đại (1912–2000), thường gọi là Tám Đại, là một nhà cách mạng và chính trị gia Việt Nam.

## Thân thế
Trần Văn Đại sinh năm 1912 ở làng Phong Lạc, tổng Quản Xuyên, quận Cà Mau, tỉnh Bạc Liêu (nay là ấp Giao Vàm, xã Lợi An, huyện Trần Văn Thời, tỉnh Cà Mau). Ông là con thứ tám trong mười người con của ông Trần Văn Hưng (Tám Hưng; ?–1966) và bà Ngô Thị Hưởn (1882–1947). Ông Tám Hưng là Đảng viên cộng sản, từng cùng Võ Hoành phụ trách xưởng vũ khí của Xứ ủy Nam Kỳ và Tỉnh ủy Bạc Liêu (năm 1940 và năm 1941), Phó Chủ tịch Mặt trận làng Phong Lạc sau Cách mạng Tháng Tám. Bà Hưởng được truy tặng danh hiệu Bà mẹ Việt Nam anh hùng năm 1997.
Trong mười anh chị em, có năm người tham gia phong trào đấu tranh trước Cách mạng Tháng Tám, trong đó có hai liệt sĩ (Trần Văn Thời và Trần Tấn Tài), ba người tham gia lực lượng vũ trang. Anh thứ ba Trần Văn Thời từng đảm nhận vai trò Bí thư Tỉnh ủy Bạc Liêu, còn Trần Tấn Tài là Bí thư Quận ủy Cà Mau. Người anh con bác là Trần Văn Phán từng giữ vai trò Thường vụ Tỉnh ủy Bạc Liêu.

## Hoạt động cách mạng
Năm 1936, Trần Văn Đại tham gia phong trào đấu tranh đòi dân sinh, dân chủ ở Cà Mau do Lâm Thành Mậu và Phạm Hồng Thám lãnh đạo. Ngày 21 tháng 1 năm 1937, Phạm Hồng Thám thành lập Chi bộ làng Phong Lạc của Đảng Cộng sản Đông Dương gồm Trần Văn Thời, Trần Văn Đại, Ngô Văn Chỉ, Quách Văn Lực do Trần Văn Đại làm Bí thư, sau kết nạp thêm Trần Tấn Tài, Trần Thị Bướm, Lê Văn Bảy, Nguyễn Văn Khánh. Trong thời gian này, ông đã lãnh đạo người dân phản đối địa chủ Dương Thị Kiểu lợi dụng chức quyền cướp đoạt ruộng đất của người dân, buộc tòa án phải xử tù Dương Thị Kiểu.
Ngày 5 tháng 7 năm 1937, tại Hội nghị Đảng bộ quận Cà Mau, Quận ủy Cà Mau được thành lập với Bí thư Phạm Hồng Thám, Phó Bí thư Trần Văn Đại, Thường vụ Nguyễn Tấn Khương. Ngày 25 tháng 10 năm 1938, Hội nghị các tổ chức Đảng ở Bạc Liêu được Liên Tỉnh ủy tổ chức ở Lung Lá–Nhà Thể, với sự góp mặt của đại biểu ba quận Cà Mau, Giá Rai và Vĩnh Châu. Hội nghị đã bầu ra Ban Chấp hành lâm thời của Đảng bộ tỉnh Bạc Liêu gồm bảy Ủy viên do Bùi Thị Trường làm Bí thư, Trần Văn Đại làm Phó Bí thư. Cuối năm 1938, Bùi Thị Trường được Xứ ủy Nam Kỳ cử đến Sóc Trăng để hoạt động, ông giữ chức vụ Bí thư Tỉnh ủy.
Từ ngày 2 đến ngày 3 tháng 2 năm 1939, với sự góp mặt của Hoàng Ấn (đại diện Xứ ủy) và Phạm Hồng Thám (đại diện Liên Tỉnh ủy), Đại hội đại biểu Đảng bộ tỉnh Bạc Liêu được tổ chức, Tỉnh ủy chính chức được thành lập do Trần Văn Đại làm Bí thư, Lê Hữu Ngọc làm Phó Bí thư. Cuối tháng 10, chính quyền thực dân tiến hành khủng bố, hầu hết các ủy viên trong Tỉnh ủy Bạc Liêu bị thực dân Pháp bắt giữ, ông bị đi đày ở Côn Đảo. Tháng 11 năm 1941, ông ra tù, bị quản thúc gắt gao, song vẫn tìm cách liên lạc với tổ chức Đảng.
Đầu năm 1945, ông bắt liên lạc được với Phạm Hồng Thám, Trần Văn Mân, Lê Văn Thạnh, Thái Ngọc Sanh, tham gia thành lập Ban vận động tái lập Đảng bộ Nam Kỳ. Ngày 5 tháng 5, Ban vận động tái lập Đảng bộ Nam Kỳ triệu tập Hội nghị đại biểu các chi bộ ở quận Cà Mau, Đảng bộ lâm thời tỉnh Bạc Liêu được thành lập do Trần Văn Đại làm Bí thư. Tỉnh ủy lâm thời xuất bản báo Độc lập làm cơ quan ngôn luận, hoạt động độc lập với Tỉnh ủy ở tỉnh lỵ Bạc Liêu (Tỉnh ủy Tiền phong do Lê Khắc Xương làm Bí thư) nên thường được gọi là nhóm Độc Lập. Tháng 7, Tỉnh ủy Độc lập bắt được liên lạc với Liên Tỉnh ủy Hậu Giang, ông được bổ sung làm Ủy viên Thường vụ Liên Tỉnh ủy phụ trách ba tỉnh Bạc Liêu, Sóc Trăng, Rạch Giá. Hai Tỉnh ủy Tiền phong và Độc lập được đặt dưới sự chỉ đạo chung của Liên Tỉnh ủy.
Ngày 10 tháng 8, Trần Văn Đại truyền lại mệnh lệnh khởi nghĩa của Xứ ủy đến các cơ sở ở Cà Mau. Ngày 20 tháng 8, Ủy ban Dân tộc Giải phóng quận Cà Mau do Đỗ Khắc Toàn làm Chủ tịch được thành lập. Ngày 25 tháng 8, các lãnh đạo Tỉnh ủy Độc lập là Trần Văn Đại và Thái Ngọc Sanh lãnh đạo người dân tổ chức mít tinh ở sân vận động Cà Mau. Cuộc mít tinh biến thành cuộc biểu tình vũ trang, đoàn người bao vây dinh quận trưởng, yêu cầu Đốc phủ Nguyễn Văn Kế bàn giao lại chính quyền. Bất chấp mọi toán tính kéo dài thời gian, Tỉnh ủy đã thành công đoạt được chính quyền, đồng thời đón lực lượng chi viện của Ủy ban Dân tộc Giải phóng tỉnh Bạc Liêu do Ủy viên Quân sự Tào Văn Tỵ chỉ huy.

## Công tác chính quyền
Tháng 10 năm 1945, dưới sự chỉ đạo của Xứ ủy Nam Bộ và Liên Tỉnh ủy Hậu Giang, hội nghị thống nhất các nhóm cộng sản trong tỉnh Bạc Liêu được tổ chức, bầu ra Ban Chấp hành lâm thời do Lê Khắc Xương làm Bí thư Tỉnh ủy, Trần Văn Đại làm Phó Bí thư, Nguyễn Văn Quảng, Tào Văn Tỵ và Trần Hoàng Cung làm Thường vụ. Mấy ngày sau, Xứ ủy Nam Bộ chỉ định Tô Thúc Rịch làm Bí thư Tỉnh ủy, Lê Khắc Xương làm Phó Bí thư, ông trở thành Ủy viên Thường vụ. Ngày 15 tháng 3 năm 1946, tại Hội nghị Tỉnh ủy mở rộng tại ấp Bà Bèo, ông được bầu làm quyền Bí thư Tỉnh ủy thay Tô Thúc Rịch bị kỷ luật. Tháng 4, ông cùng Vũ Đức, Phan Trọng Tuệ, Nguyễn Văn Vực được điều động làm Khu ủy viên Khu 9 (Khu ủy Tây Nam Bộ) do Trần Văn Hiển làm quyền Bí thư, với nhiệm vụ thúc đẩy công tác xây dựng lực lượng vũ trang chống Pháp.
Tháng 5 năm 1946, ông được thôi chức vụ Bí thư Tỉnh ủy. Năm 1952, ông được điều về Trung ương Cục miền Nam, giữ chức Trưởng ban Nông dân, rồi Phó Trưởng ban Mặt trận. Tiếp đó, ông được bổ nhiệm làm Phó Chủ tịch Mặt trận Liên Việt Nam Bộ. Năm 1954, ông được bầu làm Ủy viên Thường vụ Khu ủy Khu 9. Tháng 11, ông là Ủy viên Xứ ủy Nam Kỳ, Bí thư Tỉnh ủy Cần Thơ. Hơn một tháng sau, ông tập kết ra miền Bắc.
Năm 1955, ông được bầu làm Ủy viên Ủy ban Trung ương Mặt trận Tổ quốc Việt Nam. Khi đất nước thống nhất, ông trở về Cà Mau, làm Trưởng ban Nghiên cứu tỉnh sử Đảng tỉnh Minh Hải. Tháng 4 năm 1982, ông nghỉ hưu và mất năm 2000.

## Vinh danh
- Huân chương Kháng chiến hạng Nhất
- Huy hiệu Thành đồng Tổ quốc
- Huy hiệu 60 năm tuổi Đảng

Tên của ông được đặt cho một con đường ở thành phố Bạc Liêu (Bạc Liêu) và một con đường ở huyện Trần Văn Thời (Cà Mau).